# Félix Gordón Ordás
Félix Gordón Ordás, manchmal auch Félix Gordón Ordáx, (* 11. Juni 1885 in León; † 22. Januar 1973 in Mexiko-Stadt) war ein spanischer liberaler, republikanischer Politiker, Minister, Diplomat und Tierarzt. Während des Spanischen Bürgerkriegs war er Botschafter in Mexiko und 1951–1960 Präsident der Regierung der spanischen Republik im Exil.

## Biografie

### Familie und Ausbildung
Félix Ordás stammte aus keiner begüterten Familie. Seine Eltern waren Bárbara Ordás, die schon als 13-Jährige als Hausmädchen arbeitete, und Rosendo Gordón, der Landarbeiter und Maurer gewesen war. Mit ausgezeichneten Noten legte er 1900 sein Abitur auf dem Instituto General y Técnico de León ab. Darauf begann er ein Studium der Veterinärwissenschaften an der Escuela Superior de Veterinaria in León. Ab 1905, nach einem brillianten Abschluss, lehrte er an derselben Hochschule für einige Jahre. 1909 wechselte er nach Madrid, nachdem er als bester seines Jahrgangs die nationale Einstellungprüfung für die Laufbahn der Inspektoren der Lebensmittel- und Tiergesundheit abgelegt hatte.
Am 23. Dezember 1909 heiratete er auf dem Standesamt und mit Bedacht nicht in einer Kirche Consuelo Carmona Naranjo. Das Paar hatte drei Kinder.

### Der Veterinär
Er förderte 1923 die Gründung der Asociación Nacional de Veterinarios de España, Embryo des zukünftigen Consejo General de Colegios Veterinarios de España.
Seine Kenntnisse der innovativsten veterinärmedizinischen Techniken seiner Zeit wurde von den Behörden in einem wissenschaftlich rückständigen Land nicht sehr geschätzt. Er war der Erste, der die Einrichtung von Viehregistern im gesamten Staatsgebiet vorschlug, um den Viehbestand sowie Krankheiten und Seuchen besser kontrollieren zu können.
Während der Zweiten Republik gelang es ihm, eine Generaldirektion für Viehzucht (Dirección General de Ganadería) zu schaffen, die zum ersten Mal in Spanien eine einheitliche und globale Behandlung der Viehzucht und ihrer Techniker ermöglichte, das Gesetz über die Gesundheitsaufsicht der Viehzucht (Ley de Policía Sanitaria pecuaria) förderte und eine umfassende Professionalisierung des Veterinäramts beinhaltete.  Sein Wunsch nach Erneuerung und Modernisierung der Gesellschaft führte ihn dazu, Energie in seinen Beruf zu investieren. Gordón Ordás ist auch heute noch ein Bezugspunkt in der Welt der Veterinärmedizin.

### Politische Engagement
Gordón Ordás war auch überzeugter Republikaner, zutiefst antiklerikal. Seine politischen Bedenken waren früh geweckt worden. 1899 beteiligte sich der junge Félix Gordón an einer politischen Veranstaltung in León zum Gedenken an die Erste Republik und zeigte seitdem eine große Aktivität, indem er das Lesen (Friedrich Nietzsche, Proudhon, Bakunin, Stirner oder Sorel) mit der Veröffentlichung feuriger Artikel verband, in der er auch das monarchische System der Restauration anprangerte und manchmal gegen die unterschiedlichen republikanischen und sozialistischen Sensibilitäten jener Zeit argumentierte. Er beteiligte sich an der Bildung der Republikanischen Einheit (Ende 1903), so dass er 1904 mit dem Asturier Álvaro de Albornoz auf  einer politischen Veranstaltung in León zusammentraf. Alejandro Lerroux kontaktierte ihn von Barcelona aus und Gordón übernahm für einige Zeit nicht nur seine politischen Positionen, sondern auch den Ausdrucksstil der jungen Leute, die den „Kaiser der Parallele“ umgaben. Er blieb in der Radikalen Partei bis 1914, als er half, die Radikale Sozialistische Partei zu gründen, in der er später nacheinander die Ämter des Generalsekretärs und des Präsidenten bekleidete. 1923 versuchte er das erste Mal, in die Cortes gewählt zu werden, allerdings ohne Erfolg. Er kritisierte  die Militärdiktatur des Primo de Rivero (1923–1930) von einem liberalen Standpunkt aus. Seine berufliche Tätigkeit verschaffte ihm Popularität und Einfluss und trug gleichzeitig unter der Diktatur von Primo de Rivera dazu bei, sein Profil als Gegner des Regimes zu schärfen.  Als der Diktator selbst ihn aufforderte, einen Agrarplan auszuarbeiten – sie hatten sich Jahre zuvor während einer langen Zugreise kennengelernt, bei der sie offenbar über die landwirtschaftlichen Probleme im Inneren sprachen – verweigerte er ihm seine Zusammenarbeit. Dies führte schließlich zur „Versetzung“ von Gordón Orás von der Madrider Inspektion in die Stadt Puente Barjas (Orense, Grenze zu Portugal).
Nach dem Sturz von Primo de Rivera wurde Gordón Ordás in seine Position in Madrid zurückversetzt. 1929 trat er der von Marcelino Domingo und Álvaro de Albornoz gegründeten Partido Republicano Radical Socialista bei. Am 14. April 1931 wurde die Republik ausgerufen und er wurde im selben Jahr und 1933 zum Abgeordneten der Radikalsozialistischen Partei gewählt.

In der ersten republikanischen Legislaturperiode (1931–1933) wurden ihm verschiedene Stellvertretungen übertragen:

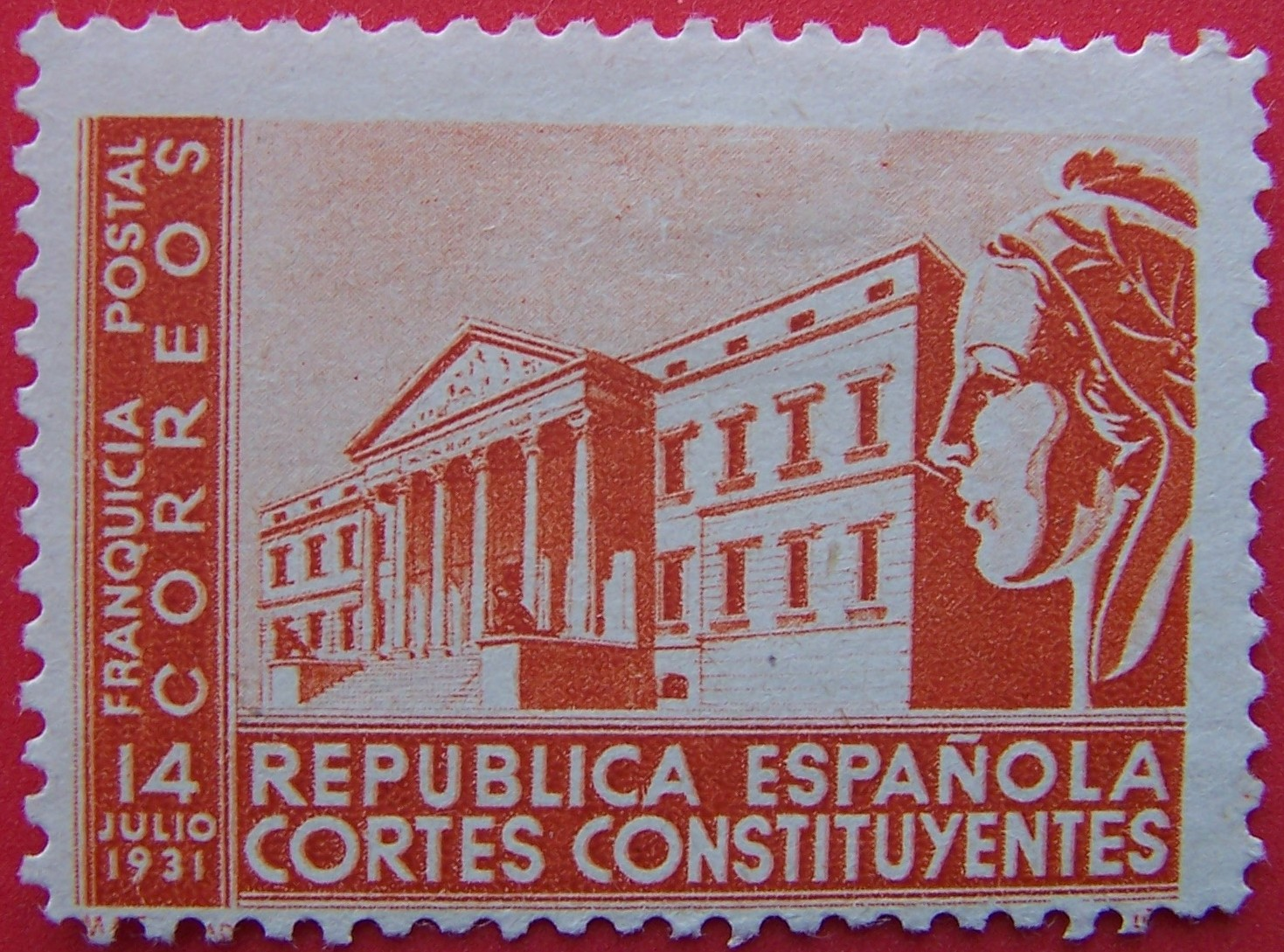
Briefmarke zur Verfassungsgebenden Versammlung, 1931

- Minister für wirtschaftliche Entwicklung, 23. Mai 1931 bis 27. Mai 1931
- Minister für wirtschaftliche Entwicklung, 8. Juli 1931  bis 13. Juli 1931
- Minister für Öffentliche Bauten, 25. Oktober 1933 bis 7. November 1933

Vom 08. Oktober – 16. Dezember 1933 war er in der letzten Regierung des progressiven Zweijahreszeitraums unter Ministerpräsident Martínez Barrio Minister für Industrie und Handel.
In dieser Phase charakterisierte ihn ein Kenner und selber Akteur der damaligen politischen Szene, Manuel Azaña, als „herrischen Charakter“ und voller „persönlichem Ehrgeiz“, „der beabsichtigt, eine Regierung zu präsidieren“.
1934 forcierte er mit anderen die Gründung der Unión Republicana. Er definierte die Unión Republicana als eine Partei der Linken und nicht der Mitte. Dafür spräche u. a. die Forderung nach Verstaatlichung des Wassers, der Bergwerke, der Wälder, der Eisenbahnen, der Versicherungen und der Telefongesellschaften.
In dieser Phase nach der Oktoberrevolution von 1934, bei der sein Kollege und Freund Nicostrato Vela (Vater des Malers Vela Zanetti) wegen einer verbalen Auseinandersetzung mit einigen Sicherheitskräften in Leon inhaftiert worden war, bereiste er Asturien, León und Palencia, um Zeugenaussagen über die Ereignisse und ihre anschließende Repression zu sammeln. Am 12. Dezember legte er im Parlament eine dringende Anfrage vor, um der Kammer einen Bericht zu geben, der die revolutionäre Initiative verurteilte, aber viel strenger die vom Staat angewandte Gewalt, die von Handlungen außerhalb des Gesetzes und von Rache an den Revolutionären bestimmt war, kritisierte.
Unión Republicana trat nach den Erfahrungen der vorherigen Jahre 1936 in das Volksfront-Wahlbündnis ein. Gordón Ordás wurde er bei den Wahlen im Februar 1936 auf den Listen der Volksfront erneut zum Abgeordneten im Wahlkreis León gewählt. Er hatte auch im Wahlkampf das Ausmaß der Repression der vergangenen Rechtsregierungen scharf kritisiert: „Ich beschuldige Herrn Alejandro Lerroux  und alle Minister seiner Regierung als Komplizen und Vertuscher der Verbrechen der Unterdrückung...Entweder wird der Gerechtigkeit Genüge getan oder die soziale Revolution ist unvermeidlich.“
1936 wurde er zum republikanische Botschafter in Mexiko ernannt, wo er während des spanischen Bürgerkriegs bei der Regierung von Lázaro Cárdenas wichtige diplomatische, wirtschaftliche und humanitäre Hilfen für die Republik erreichte. Bald war er auch zuständig für die Botschaften in Kuba, Panamá und Guatemala.

### Exil
Nach dem Ende des Bürgerkriegs in Mexiko im Exil, erlebte er große wirtschaftliche Not und arbeitete kurzzeitig im El Colegio de México. Er war Mitglied des Junta Española de Liberación (Spanischen Befreiungsrates) und wurde 1951 Präsident der Regierung der Republik im Exil bis 1960. Während seiner Regierung geriet die Opposition im Exil in eine innere Krise, als die Franco-Diktatur am 14. Dezember 1955 in die UNO aufgenommen wurde. Er starb am 22. Januar 1973 in Mexiko.

### Nachleben
Im September 2004 wurden seine sterblichen Überreste nach Spanien überführt und dort im Panteón de Hombres Ilustres des Friedhof von León beigesetzt.
Heute beherbergt die ehemalige Fakultät für Veterinärmedizin der Universität León einen Raum zu Ehren von Gordón Ordás.
2003 wurden ihm folgende posthume Auszeichnungen zuteil:
- Ehrenpräsident des Colegio de Veterinarios de León.
- Ehrenpräsident des Consejo General de Colegios Veterinarios de España.
- Hijo Predilecto de la Ciudad de León („Lieblingssohn der Stadt León“)

## Werke
- Obras científicas: Resumen de bacteriología especial para prácticos y estudiantes, Policía sanitaria de los animales domésticos, Mi evangelio profesional y La ganadería lanar en México.
- Obras políticas: Al borde del desastre: economía y finanzas en España. 1939-1951 (1952), Mi política en España (1961–1963, 3 Bände) y Mi política fuera de España (1965–1972, 4 Bände).
- Otras obras: Crímenes en la retaguardia rebelde (1939)